# Dolemite Is My Name
Dolemite Is My Name ist eine biografische Tragikomödie von Craig Brewer für Netflix, die am 7. September 2019 beim Toronto International Film Festivals ihre Weltpremiere feierte und am 4. Oktober 2019 in die US-Kinos kam. Die Filmbiografie erzählt von der Comedy- und Rap-Legende Rudy Ray Moore, gespielt von Eddie Murphy.

## Handlung
Rudy Ray Moores Karriere als Musiker ist gescheitert, und auch als Stand-up-Comedian und Ansager in Clubs ist er wenig erfolgreich. Gemeinsam mit DJ Roj und seinem Freund Theodore Toney betreibt er einen Plattenladen in Downtown Los Angeles. Es ist Toneys Aufgabe, den irren Ricco abzuwimmeln, der immer wieder in ihren Laden kommt. Rudy kommt eines Tages auf die Idee, Ricco und seinen Kumpels – Obdachlosen, Säufern, Ausgestoßenen der Gesellschaft – ihre Witze und Flüche, ihren Slang und ihre Reime abzulauschen, die ungezügelt vulgär, gewalttätig und frauenverachtend sind. Aus diesem Material entwickelt er die Figur des „Dolemite“, eines schrill gekleideten Großmauls und Angebers, der eine Obszönität nach der nächsten raushaut und seine Pointen stets in Reimen setzt.
„Dolemite“ prahlt gerne mit seinen besonderen sexuellen Fähigkeiten und seinen sagenumwobenen Heldentaten. Und siehe da: Rudy hat plötzlich unerwarteten Erfolg mit seinem „Dolemite“-Stand up-Programm, das den Nerv der schwarzen Ghettobevölkerung trifft. Mit dem geliehenen Geld seiner Tante produziert er ein „Dolemite“-Comedy-Album und vertreibt es zunächst selbst, dann mit den Bihari-Brüdern als Produzenten. Nach dem großen Erfolg dieser Schallplatte unternimmt er eine Tour durch die Südstaaten, bei der sich mit der Sängerin Lady Reed anfreundet, die ihn ab da auf seinen Tourneen begleitet. Als er sich mit seinen Kumpels Billy Wilders Komödie Extrablatt in einem Kino ansieht, wird ihm bewusst, dass er nur durch den Film wirkliche Reichweite und Berühmtheit erlangen kann. Allerdings hält Rudy Wilders Film für witzlos: This movie had no titties, no funny and no kung-fu.
Da Rudy keinerlei Ahnung vom Filmemachen hat, tut er sich mit dem an Sozialkritik interessierten Theaterautor Jerry Jones und mit D'Urville Martin zusammen, der zumindest schon mal in kleineren Rollen als Schauspieler vor der Kamera stand und Regisseure wie etwa Roman Polanski bei der Arbeit beobachten konnte. Das Budget, für das sich Rudy hoch verschuldet, ist klein, weshalb Kreativität und Improvisationskunst gefragt sind. Das Filmset wird in einem baufälligen Hotel aufgebaut, in das Rudy auch einzieht. Die Crew geben ein paar weiße Filmstudenten. Obwohl keiner der Beteiligten – allen voran Rudy – dem Vorhaben, einen Kung-Fu-Film zu drehen, wirklich gewachsen ist, haben alle Spaß bei den Dreharbeiten – bis auf D'Urville, der ständig zum Ausdruck bringt, dass er die Arbeit mit Dilettanten nicht nötig hat. Als der Film fertig ist, findet sich kein Verleih. Rudy ist frustriert und verlegt sich wieder auf Stand-up-Auftritte. Bei einem Auftritt in Indiana entschließt sich Rudy, angeregt durch einen lokalen DJ und Fan, zu einer Einzelvorführung des Films auf eigene Kosten, die dank großer Werbeanstrengungen auch zu einem Erfolg wird. Ein auf Blaxploitation-Filme spezialisierter Hollywood-Produzent wird darauf aufmerksam und bietet Rudy den professionellen Verleih des Films an.
Der Film endet mit der umjubelten Hollywood-Premiere. Der Abspann geht auf die realgeschichtlichen Hintergründe ein und zeigt Originalausschnitte von Moores Film von 1975.

## Hintergrund

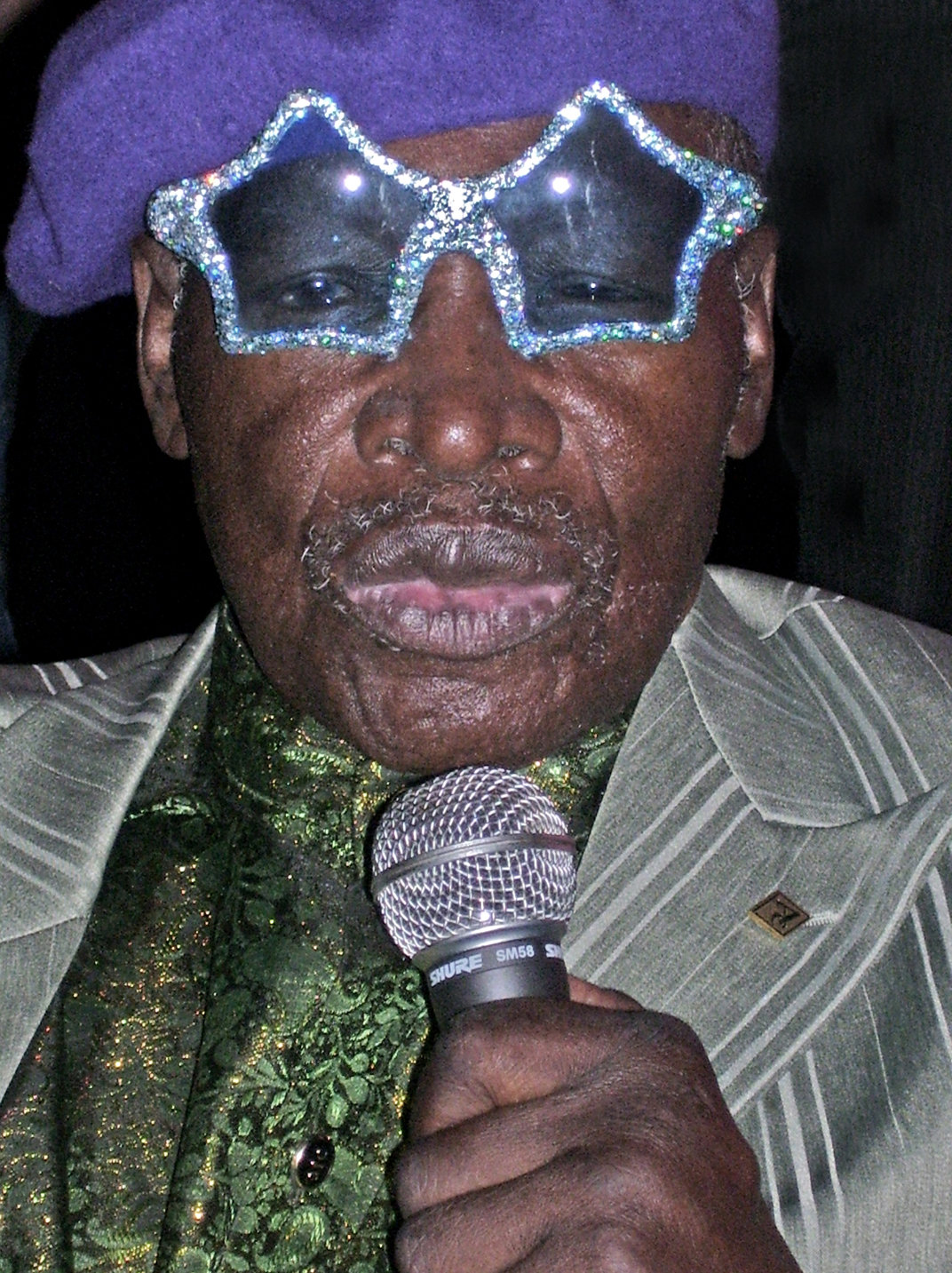
Rudy Ray Moore wird von vielen Künstlern aus dem Rap- und Comedy-Bereich als wichtiger Einfluss genannt

Rudy Ray Moore war ein US-amerikanischer Comedian, Musiker, Schauspieler und Filmproduzent, der seine Karriere als Rhythm-and-Blues-Sänger begann. Erfolgreicher war er aber als Stand-Up Comedian, mit einem Stil von härterer Gangart als der seiner Zeitgenossen wie Redd Foxx und Richard Pryor. Auch wenn Moore selbst keinen herausragenden Bekanntheitsgrad erreichte, wird er von vielen Künstlern aus dem Rap- und Comedy-Bereich als wichtiger Einfluss genannt. So schrieb Snoop Dogg 2006: Without Rudy Ray Moore, there would be no Snoop Dogg, and that's for real.
Bekannt wurde er durch die Rolle des Zuhälters Dolemite in einem gleichnamigen Blaxploitationfilm aus dem Jahr 1975. Die Figur hatte er bereits zuvor in seinem Stand-Up-Programm entwickelt. Sie tritt auch in seinen Songs Return of Dolemite, Dolemite for President und 21st Century Dolemite auf. 
Moore starb im Oktober 2008 in einem Pflegeheim in Akron an den Folgen seiner Diabetes-Erkrankung.

## Produktion
Regie führte Craig Brewer. Das Drehbuch schrieben Scott Alexander und Larry Karaszewski. Das Drehbuchautorenduo hat sich darauf spezialisiert, Filmbiografien über solche Menschen zu schreiben, über die man gewöhnlich keine schreiben würde. So haben Alexander und Karaszewski die Drehbücher für Ed Wood und Larry Flynt – Die nackte Wahrheit geschrieben, aber auch für Der Mondmann über Andy Kaufman und für Big Eyes über Walter und Margaret Keane.
Eddie Murphy übernahm die Titelrolle als Rudy Ray Moore aka Dolemite. Tituss Burgess spielt Theodore Toney, mit dem Moore gemeinsam unter anderem seinen 1979 veröffentlichten Film Helden der Nacht produzierte. Snoop Dogg hat einen Auftritt als DJ Roj. Wesley Snipes spielt den Schauspieler und Regisseur D'Urville Martin.
Als Kameramann fungierte Eric Steelberg. Die Kostüme entwarf die Oscar-Preisträgerin Ruth E. Carter.
Die Filmmusik komponierte Scott Bomar. Auf dem Soundtrack-Album, das 22 Musikstücke umfasst und am 4. Oktober 2019 von Milan Records als MP3-Album veröffentlicht wurde, ist ein von den Darstellern Eddie Murphy und Da’Vine Joy Randolph gesungenes Duett, Ballad of a Boy and a Girl, enthalten. Weitere Stücke stammen von Craig Robinson, The Bo-Keys, Bobby Rush sowie Jason Freeman feat. Blind Mississippi Morris. Vom Verband Internationaler Filmmusikkritiker (IFMCA) wurde Scott Bomar im März 2020 für seine Arbeit in der Kategorie Beste Filmmusik Komödie nominiert.
Eine erste Vorführung fand am 7. September 2019 beim Toronto International Film Festival statt. Am 4. Oktober 2019 kam der Film in ausgewählte US-Kinos; am 25. Oktober 2019 wurde er in das Programm von Netflix aufgenommen.

## Rezeption

### Kritiken
Der Film konnte bislang 97 Prozent aller Kritiker bei Rotten Tomatoes überzeugen und erhielt hierbei eine durchschnittliche Bewertung von 7,9 der möglichen 10 Punkte.
Neben Vergleichen mit vorherigen Filmen, an denen Scott Alexander und Larry Karaszewski arbeiteten wie etwa Ed Wood ("So wirkt "Dolemite" wie eine schwarze "Ed Wood"-Variante mit weichem, nachdenklichen, reflektierten Kern") wurde der Film von Filmkritikern immer wieder auch als eine Blaxploitation-Antwort auf The Disaster Artist von James Franco beschrieben.

### Auszeichnungen (Auswahl)
African-American Film Critics Association Awards 2019
- Auszeichnung als Bester Schauspieler (Eddie Murphy)
- Auszeichnung als Beste Nebendarstellerin (Da'Vine Joy Randolph)
- Aufnahme in die 10 Best Films of 2019[12]

American Black Film Festival 2020
- Nominierung als Film des Jahres[13]

Black Film Critics Circle Awards 2019
- Auszeichnung als Bester Film
- Auszeichnung als Bester Schauspieler (Eddie Murphy)
- Auszeichnung als Beste Nebendarstellerin (Da'Vine Joy Randolph)
- Auszeichnung als Bestes Ensemble[14]

Black Reel Awards 2020
- Nominierung als Bester Film*
- Nominierung als Bester Hauptdarsteller (Eddie Murphy)
- Nominierung als Bester Nebendarsteller (Wesley Snipes)
- Nominierung als Beste Nebendarstellerin (Da'Vine Joy Randolph)
- Nominierung als Beste Nachwuchsdarstellerin (Da'Vine Joy Randolph)
- Nominierung als Bester Nachwuchsdarsteller (Tituss Burgess)
- Nominierung als Bestes Ensemble (Lindsay Graham und Mary Vernieu)
- Nominierung für die Beste Filmmusik (Scott Bomar)
- Nominierung für das Beste Szenenbild (Clay A. Griffith)
- Nominierung für die Besten Kostüme (Ruth E. Carter)[15]

Costume Designers Guild Awards 2020
- Nominierung in der Kategorie Excellence in Period Film (Ruth E. Carter)[16]

Critics’ Choice Movie Awards 2020
- Auszeichnung als Beste Komödie
- Nominierung als Bester Hauptdarsteller (Eddie Murphy)
- Auszeichnung für das Beste Kostümdesign (Ruth E. Carter)
- Nominierung für die Besten Frisuren und das beste Make-up[17]

Detroit Film Critics Society Awards 2019
- Nominierung als Bester Nebendarsteller (Wesley Snipes)
- Nominierung als Bestes Ensemble[18]

Eddie Awards 2020
- Nominierung in der Kategorie Bester Filmschnitt – Komödie oder Musical (Billy Fox)[19]

Hollywood Critics Association Awards 2020
- Nominierung als Bester Schauspieler (Eddie Murphy)
- Nominierung als Best Comedy/Musical
- Nominierung für die Besten Kostüme (Ruth E. Carter)[20]

Golden Globe Awards 2020
- Nominierung als Bester Film – Komödie/Musical (Craig Brewer)
- Nominierung als Bester Hauptdarsteller – Komödie/Musical (Eddie Murphy)

Make-Up Artists And Hair Stylists Guild Awards 2020
- Nominierung für das Beste historische oder Figuren-Make-Up – Spielfilm (Vera Steimberg, Debra Denson und Deborah Huss-Humphries)
- Nominierung für das Beste historische oder Figuren-Haarstyling – Spielfilm (Carla Joi Farmer, Stacey Morris und Linda Villalobos)[21]

National Board of Review Awards 2019
- Aufnahme in die Top-Ten-Filme[22]

NAACP Image Awards 2020
- Nominierung als Bester Film
- Nominierung als Bester Hauptdarsteller (Eddie Murphy)
- Nominierung als Beste Hauptdarstellerin (Da’Vine Joy Randolph)
- Nominierung als Bester Nebendarsteller (Tituss Burgess)
- Nominierung als Bester Nebendarsteller (Wesley Snipes)
- Nominierung als Bester Independentfilm
- Nominierung für die Beste Besetzung[23]

Satellite Awards 2019
- Nominierung als Bester Hauptdarsteller – Komödie oder Musical (Eddie Murphy)
- Nominierung für das Beste Kostümdesign (Ruth E. Carter)[24]

## Synchronisation
Die deutsche Synchronisation entstand nach einem Dialogbuch und der Dialogregie von Tobias Müller im Auftrag der Berliner Synchron GmbH Wenzel Lüdecke.
| Darsteller             | Synchronsprecher   | Rolle            |
| ---------------------- | ------------------ | ---------------- |
| Eddie Murphy           | Dennis Schmidt-Foß | Rudy Ray Moore   |
| Keegan-Michael Key     | Florian Halm       | Jerry Jones      |
| Mike Epps              | Dietmar Wunder     | Jimmy Lynch      |
| Craig Robinson         | Matti Klemm        | Ben Taylor       |
| Tituss Burgess         | Tobias Müller      | Theodore Toney   |
| Da'Vine Joy Randolph   | Marie-Isabel Walke | Lady Reed        |
| Kodi Smit-McPhee       | Max Felder         | Nick             |
| Snoop Dogg             | Jan-David Rönfeldt | Roj              |
| Ron Cephas Jones       | Jan Spitzer        | Ricco            |
| Barry Shabaka Henley   | Axel Lutter        | Demond           |
| Luenell                | Peggy Sander       | Tante            |
| Wesley Snipes          | Torsten Michaelis  | D'Urville Martin |
| Chris Rock             | Oliver Rohrbeck    | Bobby Vale       |
| Aleksandar Filimonovic | Jaron Löwenberg    | Joseph Bihari    |
| Ivo Nandi              | Kevin Kraus        | Julius Bihari    |
| Michael Peter Bolus    | Tobias Lelle       | Lester Bihari    |
| Bob Odenkirk           | Michael Pan        | Lawrence         |
| Phil Abrams            | Ronald Nitschke    | Lou Drozen       |
| Jernard Burks          | Lutz Schnell       | Mr. Allen        |
| Baker Chase Powell     | Dennis Sandmann    | Steven Dodd      |